# Victim of Love (Album)
Victim of Love (dt. „Opfer der Liebe“) ist das dreizehnte Studioalbum des britischen Sängers und Komponisten Elton John.
Ende der 1970er Jahre war der Zenit der Discowelle in Europa bereits überschritten und Johns einziges Album dieses Genres kam daher zu spät. Sowohl aus kommerzieller wie auch aus Sicht der Kritiker hielt sich dessen Erfolg in Grenzen.

## Hintergrund
Aus verschiedenen Gründen konnte Victim of Love nicht als typisches Elton-John-Album bezeichnet werden.
Mit einer Laufzeit von knapp unter 36 Minuten ist es das bisher kürzeste Album seiner Karriere. Keinen einzigen Titel dieser Veröffentlichung komponierte er selbst und spielte keines der Instrumente. Es war das erste Album ohne seine bisherigen Band-Mitglieder, was sich erst bei der Zusammenarbeit mit Leon Russel für das Album The Union 2015 wiederholen sollte. Neben dem Album A Single Man ist es das einzige ohne Liedtexte von Bernie Taupin. Abgesehen von einem Auftritt in der australischen Fernsehserie Countdown unterstützte John den Verkauf des Albums kaum; er ging nicht auf Tournee und spielte keinen der Titel jemals bei seinen Bühnenauftritten. Sein einziger Beitrag für die Aufnahme blieb insoweit sein Gesang.
John war mit dem Ergebnis der Drei-Lieder-EP Mama Can’t Buy You Love, das er gemeinsam mit dem Phillysound-Einzelgänger Thom Bell produziert hatte, nicht vollständig zufrieden. Als Pete Bellotte, am besten aus der Zusammenarbeit mit Donna Summer bekannt, als Produzent auf John für die Aufnahme eines Disco-Albums zuging, nahm er das Angebot zwar an, knüpfte daran jedoch die Bedingung, dass sein Beitrag auf den Gesang beschränkt sein sollte. Jede der sieben Aufnahmen lässt einen vergleichsweise hohen instrumentalen Anteil hören, hinterließ selbst bei Elton-John-Enthusiasten wenig Eindruck und erzielte unter allen Alben von John den geringsten Erfolg.

## Rezeption
Johnny B. Goode wird als zu langsam bezeichnet, um darauf zu tanzen, und das gesamte Album in Summe als ideenlos. Nur zwei der Titel, Victim of Love und Thunder in the Night, können von der Melodie her Gefallen finden. Der Stil hier ist anonym, ohne jeglichen Höhepunkt, ohne interessante instrumentale Brüche oder etwas vergleichbares. Es scheint, als wollten John und Bellotte das Produkt nur so schnell wie möglich veröffentlichen.

## Titelliste

### LP

#### Seite 1
1. Johnny B. Goode (Chuck Berry) – 8:06
2. Warm Love in a Cold World (Pete Bellotte, Stefan Wisnet, Gunther Moll) – 4:30 (3:22 auf älteren Pressungen)
3. Born Bad (Pete Bellotte, Geoff Bastow) – 5:16 (6:20 auf älteren Pressungen)

#### Seite 2
1. Thunder in the Night (Pete Bellotte, Michael Hofmann) – 4:40
2. Spotlight (Pete Bellotte, Stefan Wisnet, Gunther Moll) – 4:24
3. Street Bogie (Pete Bellotte, Stefan Wisnet, Gunther Moll) – 3:56
4. Victim of Love (Pete Bellotte, Sylvester Levay, Jerry Rix) – 4:52 (5:02 auf älteren Pressungen)

## B-Seiten
| Titel       | A-Seite                     |
| ----------- | --------------------------- |
| „Strangers“ | „Victim of Love“ 7" (US/UK) |

## Besetzung
- Elton John – Gesang, Begleitgesang
- Michael McDonald – Begleitgesang auf „Victim of Love“
- Keith Forsey – Schlagzeug
- Todd Canedy – Schlagzeug
- Patrick Simmons – Begleitgesang auf „Victim of Love“
- Thor Baldursson – Keyboards, Arrangements
- Tim Cansfield – Rhythmusgitarre
- Paulinho Da Costa – Percussion
- Roy Davies – Keyboards
- Steve Lukather – Gitarrensolo auf „Warm Love in a Cold World“
- Marcus Miller – Bassgitarre
- Lenny Pickett – Saxophon auf „Victim of Love“
- Julia Tillman Waters – Begleitgesang
- Craig Snyder – Gitarre
- Stephanie Spruill – Begleitgesang
- Maxine Willard Waters – Begleitgesang

## Produktion
- Produzent: Pete Bellotte
- Toningenieur: Peter Luedmann
- Assistenz des Toningenieurs: Hans Menzel und Carolyn Tapp
- Techniker: Roman Olearczuk
- Remastering: Brian Gardner, Allen Zentz Mastering (Hollywood)
- Contractor: Trevor Veitch
- Produktionskoordination: Jerry Simpson
- Projektkoordination: Joe Black
- Fotografien: David P. Bailey
- Gestaltung: Jubliee Graphics